# Cristianesimo in Yemen
Il cristianesimo in Yemen è una religione di minoranza. L'islam è la religione ufficiale dello Yemen ed è seguita dal 99% della popolazione; i cristiani rappresentano fra lo 0,1% e lo 0,2% della popolazione totale e sono per la maggior parte stranieri espatriati o residenti temporaneamente. 
I cristiani sono liberi di praticare il loro culto. In Yemen sono presenti cattolici, ortodossi e protestanti. Esistono alcune chiese in cui si svolgono servizi religiosi settimanali. La costruzione di edifici di culto non islamici richiede il permesso del governo. Il possesso di materiale religioso non islamico è consentito, purché per uso personale; non sono consentiti tentativi di diffondere il cristianesimo tra i musulmani. Le scuole pubbliche hanno solo un'educazione religiosa islamica. La conversione dall'Islam ad altre religioni non è consentita. Il matrimonio tra donne musulmane e uomini non musulmani è proibito. La presenza di missionari cristiani è consentita, ma solo con finalità umanitarie.
I rapporti tra cristiani e musulmani sono stati buoni, ma in seguito allo scoppio della guerra civile varie chiese e istituzioni cristiane hanno subito attacchi e attentati da parte di terroristi islamici.

## Confessioni cristiane presenti
- Chiesa cattolica: la Chiesa cattolica nello Yemen fa parte della Chiesa cattolica mondiale, sotto la guida spirituale del Papa a Roma. Lo Yemen fa parte del Vicariato apostolico dell'Arabia meridionale e il Vescovo Vicario Apostolico ha sede ad Abu Dhabi. Ci sono attualmente quattro chiese cattoliche nel Paese, ubicate a Sana'a, Aden, Ta'izz e al-Hudayda.[3]

- Chiese ortodosse e ortodosse orientali: nello Yemen sono presenti la Chiesa ortodossa etiope e la Chiesa ortodossa russa,[4]  che assicurano servizi religiosi settimanali. In mancanza di una chiesa, a Sana'a i servizi religiosi vengono celebrati nell'auditorium di una ditta privata, senza problemi da parte delle autorità.[5]

- Comunione anglicana: la Chiesa anglicana è presente in Yemen con la Christ Church, affiliata alla Chiesa Episcopale di Gerusalemme e del Medio Oriente. La Christ Church dipende dalla Diocesi di Cipro e del Golfo e gestisce una chiesa anglicana ad Aden e la clinica Ras Morbat, un centro medico caritatevole.[6]

- Protestantesimo: sono presenti in Yemen alcune confessioni protestanti, fra cui gli evangelici, che rappresentano lo 0,02% della popolazione.[7] In mancanza di una chiesa, a Sana'a i servizi religiosi protestanti vengono celebrati nell'auditorium di una ditta privata.[5] Una missione battista statunitense ha gestito per molti anni un ospedale a Jibla, ma in seguito ad un attentato avvenuto nel dicembre 2002 in cui sono stati uccisi tre membri dello staff, la missione battista ha cessato l'attività nel 2003 e ha ceduto l'ospedale al governo yemenita.[8]